# Caransebeș
Caransebeș (česky Karansebeš, maďarsky Karánsebes, německy Karansebesch) je město v Rumunsku v župě Caraș-Severin 85 km jihovýchodně od Temešváru. Nachází se v západní části Banátu v podhůří Karpat na soutoku řek Timiș a Sebeș. Žije zde přibližně 22 tisíc obyvatel. Je regionálně významným železničním uzlem.

## Historie
V této oblasti se prokazatelné osídlení datuje do 1. století před naším letopočtem, svědčí o tom archeologické nálezy osídlení Dáků v nedaleké obci Obreja. Po záboru Dácie zde Římané vybudovali opevnění. Během středověku a většiny novověku je coby součást Sedmihradského knížectví pod svrchovaností Uherska. Během Rakousko-turecké války se zde roku 1788 odehrála kuriózní Bitva u Caransebeș, která však byla ve své podstatě spíše rozsáhlou přátelskou palbou v řadách rakouské armády. Během výstavby železnic v 19. století se město významně rozrostlo. Od konce První světové války je součástí Rumunska.

## Obyvatelstvo
Podle sčítání lidu z roku 2011 mělo město Caransebeș 21 932 obyvatel, z čehož rumunská populace činila 93,5%. Zbytek tvořili Maďaři, Němci a také Ukrajinci. Podíl národnostních menšin zde má klesající tendenci.

## Osobnosti původem z Caransebeș
- Wilhelm Klein (1850 - 1924), rakouský archeolog
- Ion Dragalina (1860 - 1916), rumunský generál za První světové války
- Corneliu Dragalina (1887 - 1949), rumunský generál za Druhé světové války, syn Iona Dragaliny
- Sorin Grindeanu (*1973), rumunský premiér